# Зоннтаг-Уль, Эмми
Эмми Зоннтаг-Уль (нем. Emmy Sonntag-Uhl; 31 декабря 1860, Грац — декабрь 1913, Бреслау, Пруссия) — австрийская оперная певица (меццо-сопрано) и музыкальный педагог.

## Биография
Эмми Зоннтаг-Уль родилась 31 декабря 1860 года в городе Граце. Получила вокальное образование в музыкальной школе Академического музыкального общества в своем родном городе (ныне Университет музыки и театра Граца). При поддержке своих учителей она позже стала ученицей камерной певицы Женни Бюрде-Ней в Дрездене.
Во время Франко-прусской войны Зоннтаг-Уль несколько раз нанималась для выступлений на фронте для поддержки войск, а в 1881 году она смогла успешно сыграть роль «Азусены» в королевской семье. 
В 1882-1883 году она работала в городском театре в Нюрнберге, а оттуда до 1885 года ходила в городской театр в Кёнигсберге.
В 1885 году Э. Зоннтаг-Уль переехала в городской театр в Бреслау и оставалась там до 1889 года. Оттуда она отправилась в почти годичное турне по Соединённым Штатам Америки, где добилась большого успеха в Метрополитен-опера в Нью-Йорке. другие. Весной 1891 года она вернулась в Европу и  до 1892 года работала по контракту с Немецкой оперой в Роттердаме.
В 1892 году Зоннтаг-Уль вернулась в Бреслау и два года был участником местной труппы. С осени 1894 года последовали небольшие гостевые туры. Около 1900 года она ушла со сцены и работала учителем пения в Бреслау. 
Эмми Зоннтаг-Уль умерла в декабре 1913 года в возрасте 53 лет, во Вроцлаве, где и нашла свое последнее пристанище на местном кладбище.